# Literatura del Virreinato del Perú
La literatura del Virreinato del Perú se refiere a la literatura peruana que se desarrolla entre los siglos XVI a XVIII, durante los años de la dominación española y la existencia del Virreinato del Perú. Según el crítico peruano Luis Alberto Sánchez, fue la literatura más elaborada de la América bajo dominio español.

## Contexto

### Contexto Histórico
El proceso de la conquista y la colonización española en el Perú se inicia con la captura de Atahualpa en Cajamarca, en 1532. Nueva Castilla y Nueva Toledo son los primeros nombres oficiales que tienen los territorios del antiguo Tahuantinsuyo o Imperio de los Incas. Este hecho tuvo una repercusión en la vida de los pobladores del Perú antiguo. Les impusieron normas de vida, la religión católica, el idioma castellano y fueron obligados a realizar trabajos en las minas y en los obrajes.
La dependencia oficial ante España se inicia propiamente en 1542, con el establecimiento del Virreinato del Perú, con capital en la Ciudad de los Reyes o Lima, cerca de la costa. El área virreinal abarcaba entonces gran parte del territorio sudamericano, con la excepción de Venezuela o Caracas (bajo la jurisdicción del Virreinato de Nueva España y luego del de Nueva Granada) y la mitad del Brasil actual (dominio de Portugal).
Es indispensable señalar que el virreinato peruano fue perdiendo su jurisdicción sobre extensas regiones, ya bajo la dinastía borbónica (siglo XVIII). Así, el virreinato de Nueva Granada (que abarcaba los actuales países de Colombia, Venezuela y Ecuador) se instaló en 1740, y el virreinato del Río de la Plata (Argentina, Paraguay, Uruguay y parte de Bolivia) lo fue en 1776. El virreinato del Perú, reducido en 1810 a una extensión casi equiparable a la de la actual República Peruana, finaliza oficialmente en 1824, aunque la independencia del Perú se proclama en 1821, año que es considerado como el punto de partida de una nueva etapa histórica, la República.

### Económico
La base de la economía del país de aquel tiempo es cambiada de la agricultura por la actividad minera, concentrada esta en la extracción de metales preciosos (oro y plata). El país fue reordenado y esa economía comienza a desarrollarse para satisfacer los intereses de España.
Se implantan las reducciones, que eran concentraciones de pueblos para facilitar su administración y explotación a través del trabajo forzado para el beneficio del gobierno español.
Pasado el auge extractivo y afianzado el virreinato en el siglo XVII, los hispanos se volcaron a reactivar la agricultura. Fue entonces cuando se intensificó el cultivo del trigo, el lino, la caña de azúcar, el olivo o la vid. Igualmente se empezó a aplicar la técnica agraria europea, que aumentó la producción agrícola. La mano de obra utilizada eran los indios en la sierra y los esclavos negros en las plantaciones de la costa.

### Político
El poder político se ejercía desde la península ibérica, por la cual la Corona española nombra virreyes en el Perú con máximas facultades de gobierno. En el área cultural se producen 2 hechos importantes:
- La creación de la Universidad Nacional Mayor de San Marcos.
- El establecimiento de la imprenta en Lima (c. 1580), convirtiéndose esta en la segunda ciudad hispanoamericana en contar con tan importante medio de difusión de la cultura (la primera fue México).

### Social
Los españoles trajeron pestes o epidemias provocando la muerte de un gran porcentaje de la población nativa. Aun así, esta última continuó siendo la población mayoritaria, si se la compara con el núcleo de españoles y sus descendientes nacidos en suelo peruano (criollos).
Por causa de raza, títulos y situación económica, se formaron diversas clases sociales, entre los cuales reinó la más completa desigualdad. Unos disfrutaban de grandes privilegios. Otras, vivían en la más precaria situación.
Los españoles y los criollos conformaban las clases privilegiadas. Tuvieron mayores oportunidades de vivienda, alimentación, trabajo, educación, etc. Los indios, negros y mestizos tenían acceso restringido a estos servicios.

### Religiosa
La Iglesia católica cumplió una gran labor misional con gran poder de influencia. El Tribunal de la Inquisición, organismo instaurado en Lima a fines del siglo XVI, ejerció un control religioso y cultural, persiguiendo y castigando las herejías.
Durante esta época, la literatura religiosa estuvo determinada por la filosofía Escolástica y el Tomismo (posturas de Santo Tomas de Aquino). Mientras hubo un rechazo al Suarecismo (posturas de Francisco Suarez) en la Escuela del Cusco, en contraste con las academias de Buenos Aires.

## Literatura del Descubrimiento y la Conquista
Con la invasión de los españoles se inicia un proceso que con el tiempo dará origen a una literatura mestiza o peruana, aunque inicialmente acuse de una preeminencia hispánica. Francisco Carrillo Espejo ha acuñado el término de «literatura del descubrimiento y conquista», con el que se designa al período que abarca todas las obras escritas durante el proceso de descubrimiento y conquista del Perú, que se inicia en 1532 en Cajamarca con la captura del último Inca, Atahualpa, y finaliza con la desarticulación del Imperio Incaico. La literatura de este período, aunque no necesariamente escrita durante este marco temporal, sí se vincula a los eventos desarrollados antes o durante dicho periodo.
Las primeras obras de importancia fueron las crónicas, género literario que mezcla la historia, el ensayo literario y la novela. Las primeras crónicas, escritas por los soldados y secretarios de las expediciones militares, tienen un estilo rudo y seco. Luego aparecen obras mejor trabajadas, cuyos cultores son los llamados Cronistas de Indias.

### Los cronistas
El crítico Augusto Tamayo Vargas ha dividido a los cronistas en españoles, indígenas, mestizos y criollos.

#### Cronistas españoles
Estos se dividen en dos grupos: cronistas de la conquista y cronistas de la colonización. Este último se subdivide a su vez en pre-toledanos, toledanos y post-toledanos (tomando como referencia al gobierno del virrey Francisco de Toledo, 1569-1581).

##### Cronistas de la Conquista
- Cristóbal de Mena (¿1492?-?) natural de Ciudad Real, fue soldado compañero de Francisco Pizarro. Publicó en Sevilla la primera crónica de la conquista del Perú, titulada: La Conquista del Perú llamada la Nueva Castilla, aunque sin poner su firma. Fue conocido como “el anónimo sevillano de 1534”, hasta que en el siglo XX el historiador peruano Raúl Porras Barrenechea logró identificarlo.
- Francisco de Jerez (1497-?) escribano natural de Sevilla, que publicó la Verdadera relación de la Conquista del Perú y provincia del Cuzco llamada la Nueva Castilla (Sevilla, 1534). Aunque cronológicamente no es la primera crónica sobre la conquista del Perú, si lo es por su extensión.
- Pedro Sancho de la Hoz (1514-1547), soldado cronista, escribano o secretario de Francisco Pizarro. Pasó a Chile, donde disputó la preeminencia en el mando a Pedro de Valdivia, acabando decapitado. Dejó una Relación de lo sucedido en la conquista y pacificación de estas provincias de la Nueva Castilla después que el capitán Hernando Pizarro se partió y llevó a S.M. la relación de la victoria de Caxamalca.
- Miguel de Estete (¿1495?-1572) soldado-cronista, autor de una detallada relación sobre el Descubrimiento y conquista del Perú, que abarca desde el arribo de los españoles a territorio del Imperio inca hasta la captura del Cuzco, crónica que permaneció inédita hasta el siglo XX.
- Pedro Pizarro (1515-1587), soldado-cronista, natural de Toledo y primo de Francisco Pizarro. Perteneció al grupo de los primeros conquistadores del Perú. Autor de una Relación del descubrimiento y conquista de los reinos del Perú y del gobierno y orden que los naturales tenían, que escribió en las postrimerías de su vida.
- Diego de Trujillo (1505-1575), soldado-cronista, natural de Trujillo de Extremadura, autor de una Relación del descubrimiento del reino del Perú (Sevilla, 1948), relato ameno de la conquista del Perú, que abarca desde el inicio del tercer viaje de Francisco Pizarro en 1530 hasta la entrada al Cuzco a fines de 1533, sucesos de los que fue testigo presencial.
- Alonso Borregán, oscuro soldado de escasa cultura, autor de una crónica de la conquista del Perú que permaneció olvidada hasta que lo descubrió el historiador peruano Rafael Loredo, siendo publicada en Sevilla, en 1948. Pésimamente escrita, con digresiones inoportunas, su valor es solo el ser un testimonio de su época.

##### Cronistas de la colonización
Pretoledanos(1550-1568)

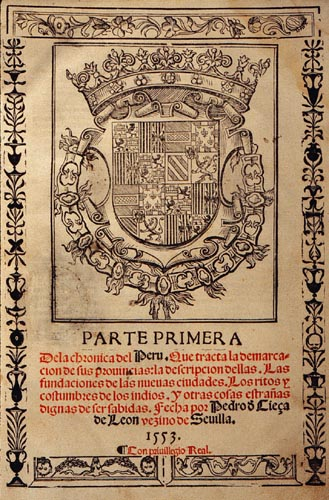
Portada de la primera edición de la Crónica del Perú de Pedro Cieza de León (1553).

- Pedro Cieza de León (¿1520?-1554), soldado-cronista, natural de Llerena, autor de una Crónica del Perú, dividida en cuatro partes: Parte primera de la Crónica del Perú, El Señorío de los Incas, Descubrimiento y Conquista del Perú y las Guerras Civiles del Perú, esta última en tres volúmenes, que constituye el primer gran proyecto de una historia andina global, y que a la vez contiene datos geográficos y etnográficos de gran interés. Debido a ello, algunos consideran a Cieza como el primer historiador del Perú. El erudito Marcos Jiménez de la Espada lo ha llamado "el príncipe de los cronistas españoles".
- Juan de Betanzos (1510-1576) sevillano, autor de la Suma y narración de los Incas, una de las primeras narraciones de la historia del Imperio Inca. Fue, además, el primer español en escribir en quechua, elaborando incluso un vocabulario básico español-quechua.
- Agustín de Zárate (1514-?), natural de Valladolid, que llegó al Perú como funcionario contable. Autor de una valiosa Historia del Descubrimiento y Conquista del Perú, publicada en Amberes en 1555.
- Francisco López de Gómara (1511-1560) clérigo que nunca estuvo en América, pero que a base de informaciones escritas y orales, redactó y publicó la Primera y Segunda parte de la Historia General de las Indias (Zaragoza, 1552), referida especialmente México, pero que incluye datos referentes al Perú. Por su belleza literaria su obra gozó de mucha fama.
- Bartolomé de las Casas (1484-1566) religioso dominico, conocido como el Apóstol de las Indias por su abnegada defensa hacia los nativos americanos. Su Historia de las Indias y otras obras suyas contienen párrafos referentes a la conquista del Perú.
- Cristóbal de Molina “el chileno” (1494-1580) clérigo al que durante mucho tiempo se le atribuyó una Relación de cosas acaecidas en el Perú, pero actualmente se cree que el autor de esta obra fue en realidad el clérigo Bartolomé Segovia.[5]
- Diego Fernández de Palencia “el Palentino”, autor de la Primera y segunda parte de la historia del Perú (1571)
- Fray Gaspar de Carvajal (¿1504?-1584) religioso dominico, autor del Descubrimiento del río de las Amazonas, que José Toribio Medina editó en 1894.

Toledanos(1568-1581)

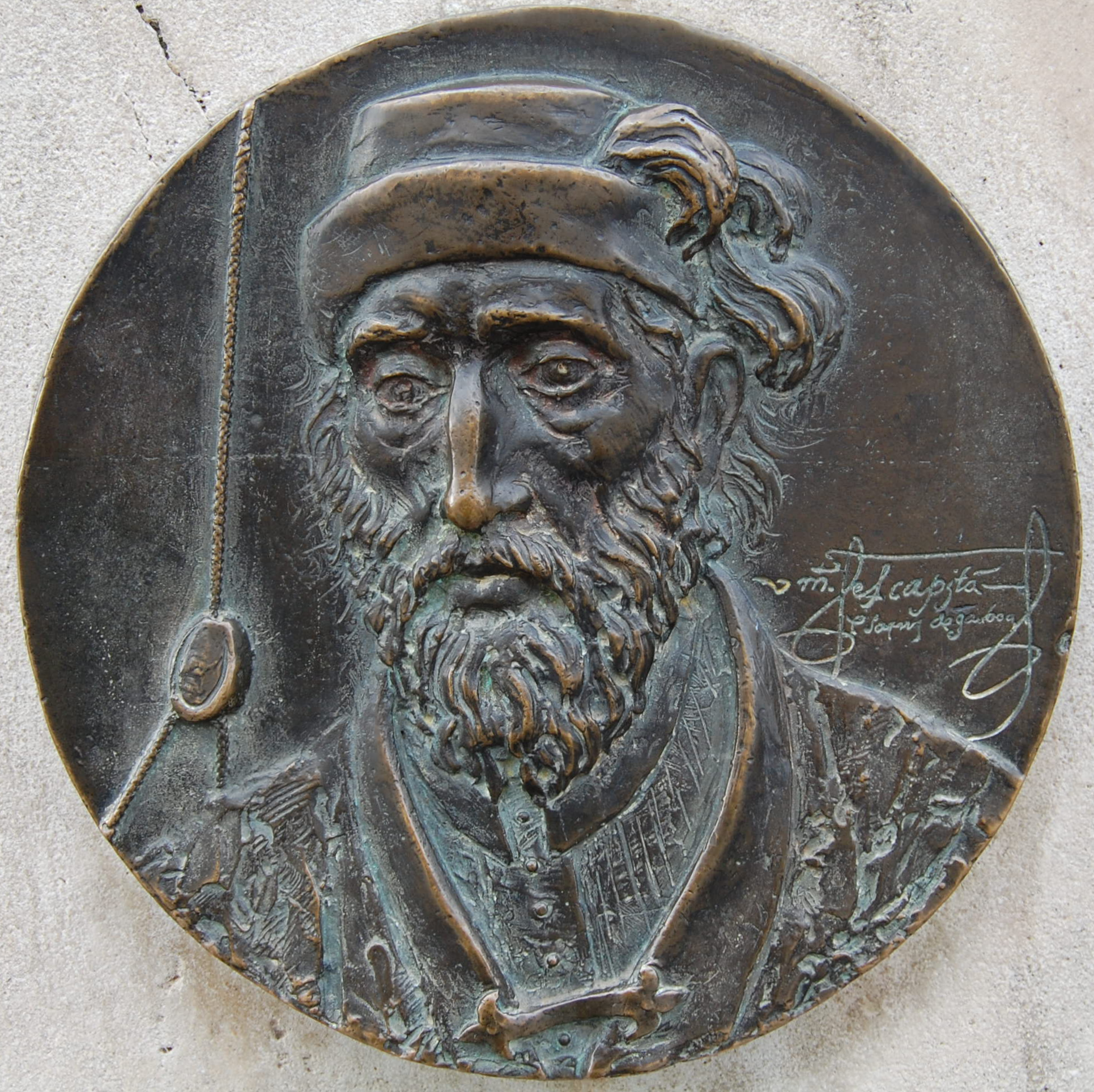
Relieve en bronce con el busto de Pedro Sarmiento de Gamboa.

- Juan Polo de Ondegardo (?-1575), jurista y funcionario, autor de Informaciones y Relaciones, que contienen valiosos estudios sobre las creencias y costumbres de los indios.
- Pedro Sarmiento de Gamboa (¿1532?-1592), marino, explorador, historiador y científico, natural de Alcalá de Henares. En 1572 terminó de escribir su Historia Índica, de la cual solo se conoce la segunda parte referente al imperio inca.

Postoledanos(1581-1650)
- Miguel Cabello Valboa (1535-1608), clérigo agustino, autor de Miscelánea Antártica, escrita entre 1576 y 1586, obra dividida en tres partes: la creación del mundo, el origen de los indios y la historia de los incas. Fue editada en el siglo XX.
- El padre Martín de Murúa (?-¿1617?), religioso mercedario. Autor de una Historia General del Perú. Origen y descendencia de los incas, donde se trata, así de las guerras civiles incas, como de la entrada de los españoles, que cuenta con ilustraciones.
- Fernando de Montesinos (?-¿1652?), religioso natural de Osuna. Sus obras más importantes son: Ophyr de España. Memorias antiguas, historiales y políticas del Perú y los Anales del Perú, 1498-1642, que fueron publicadas en el siglo XX.
- El padre José de Acosta (1540-1600) jesuita y naturalista, nacido en Medina del Campo. Autor de una célebre Historia natural y moral de las Indias, obra publicada en Sevilla, en 1590, y pronto traducida al inglés en 1604. En dicha obra observó las costumbres, ritos y creencias de los indios de México y Perú.
- Fray Reginaldo de Lizárraga (1545-1615), religioso dominico, autor de una Descripción breve de toda la tierra del Perú, Tucumán, Río de la Plata y Chile (Lima, 1908).
- El padre Bernabé Cobo (1580-1657), religioso jesuita y naturalista, autor de la Historia del Nuevo Mundo, en 4 volúmenes (editada entre 1890 y 1893), y la Historia de la fundación de Lima (1882).

#### Cronistas indígenas

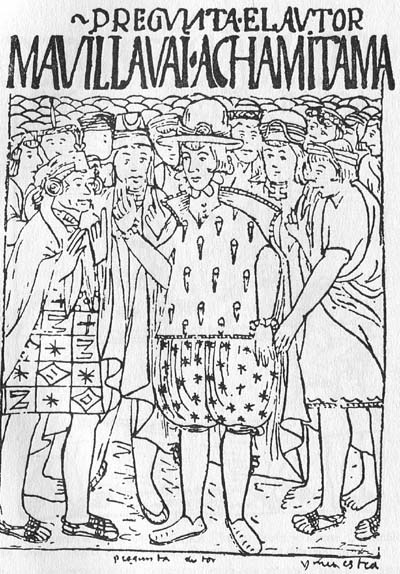
Autorretrato de Felipe Guamán Poma de Ayala, que aparece en su Nueva Crónica y Buen Gobierno.

Tres nombres se mencionan especialmente entre los cronistas indígenas, nativos o indios:
- Titu Cusi Yupanqui, uno de los incas de Vilcabamba que en 1570 escribió una Relación de cómo los españoles entraron en Perú y el subceso que tuvo Manco Inca en el tiempo que entre ellos vivió.
- Felipe Guaman Poma de Ayala, autor de una original obra ilustrada: El primer nueva crónica y buen gobierno (sic), escrito entre 1585 y 1615, y publicada recién en 1936. En ella presenta el proceso de destrucción del mundo andino (que atribuye a la soberbia de los incas o a la falla en la comunicación con los españoles), tratando de presentar una alternativa a la realidad caótica de su tiempo.
- Juan de Santa Cruz Pachacuti Yamqui Salcamaygua, perteneciente al linaje de lo collaguas, es autor de una Relación de antigüedades de este reino del Piru, escrita hacia 1620 o 1630, y publicada en 1879. Usa para expresarse un rudimentario español, fuertemente quechuizado.

#### Cronistas mestizos
- Blas Valera (1545-1597), religioso jesuita, natural de Chachapoyas, cuya Historia de los incas la usaron muchos cronistas españoles e incluso el mismo Inca Garcilaso y que aparentemente se perdió en un incendio en Cádiz, durante una guerra entre españoles e ingleses.
- Cristóbal de Molina “el cuzqueño” (1529-1585) clérigo y cronista, que durante mucho tiempo se creyó que era mestizo, pero en realidad fue un español natural de Andalucía. Sin embargo, se compenetró tanto con la cultura andina que se le puede considerar como un mestizo cultural. Su obra principal es una Relación de las fábulas y ritos de los Incas.
- Inca Garcilaso de la Vega (1539-1616), el más importante de todos los cronistas, considerado como el «primer mestizo biológico y espiritual de América», o en otras palabras, el primer mestizo racial y cultural de América, pues supo asumir y conciliar sus dos herencias culturales: la indígena americana (inca o quechua) y la europea (española), alcanzando al mismo tiempo gran renombre intelectual.[6] Se le conoce también como el «príncipe de los escritores del Nuevo Mundo», pues su obra literaria se destaca por un gran dominio y manejo del idioma castellano. En su obra cumbre, los Comentarios reales de los incas, publicada en Lisboa, en 1609, Garcilaso expuso la historia, cultura y costumbres de los Incas y otros pueblos del antiguo Perú. Para muchos críticos se trata del cantar de gesta de la nacionalidad peruana, que se forja precisamente con la fusión de dos herencias, la nativa y la española. Garcilaso es autor también de La Florida del Inca (Lisboa, 1605), que es un relato de la conquista española de Florida; y de la Segunda parte de los Comentarios reales, más conocida como Historia General del Perú (Córdoba, 1617), publicada póstumamente, donde el autor trata sobre la conquista y el inicio de la colonia en el Perú. Con justicia se considera al Inca Garcilaso como el primer literato del Perú.

#### Cronistas criollos
Entre los cronistas criollos o americanos (nacidos en América de padres españoles) que escribieron sobre el Perú se debe destacar a los siguientes:
- Pedro Gutiérrez de Santa Clara, natural de México, autor de una Historia de las guerras más que civiles que hubo en el Reino del Perú.
- Antonio de la Calancha (1584-1654), padre agustino natural de La Plata y autor de la Corónica moralizada del orden de San Agustín en el Perú, que contiene valiosas información del pasado prehispánico.

## Literatura virreinal
La notoria influencia española signó el carácter dependiente de la producción literaria cultivada en el Perú virreinal. A pesar de ello, algunos autores contribuyeron a constituir nuestra identidad nacional. Los más destacados fueron el ya mencionado Inca Garcilaso de la Vega, Amarilis, Juan de Espinoza Medrano y Juan del Valle y Caviedes.

### Características
1. Dependencia de España: Fue eco de la literatura de España, porque se escribió con espíritu y sentimientos españoles.
2. Alto valor histórico: La literatura de ese entonces recogió testimonios del colonialismo que se implantó.
3. Retoricismo: Hubo preocupación por la expresión y la forma. Se introdujeron elementos de la preceptiva literaria española; el soneto, los versos endecasílabos, la rima, etc.
4. Estilo satírico: Se usó la sátira mordaz e hiriente para criticar a personajes virreinales.
5. Imitación: Las corrientes o movimientos literarios de Europa tuvieron adeptos e imitadores en Perú.

### Fases o períodos
Durante este tiempo los literatos coloniales imitaron a las corrientes literarias presentes en Europa. 
- El Clasicismo: Tenía inspiración en los griegos y romanos. Buscaban el ideal de belleza y perfección que buscaban los hombres de esa época (mediados del siglo XVI hasta principios del siglo XVII). Principales representantes: Amarilis, Clarinda, Diego de Hojeda, Diego Mexía de Fernangil.
- El Barroco: Fue una producción con un estilo de recargar las producciones con muchos recursos literarios. Se le dio mucha importancia a la lírica. Los poemas escritos en esa época poseen muchos recursos estilísticos (siglo XVII hasta mediados del siglo XVIII). Principales representantes: Juan de Espinoza Medrano y Juan del Valle y Caviedes.
- El Neoclasicismo: Tuvo una connotación de buscar el equilibrio de la armonía clásica. Rechazó el recargado lenguaje del barroco. Puso de manifiesto la actitud pedagógica. Este movimiento se desarrolló juntamente con las ideas independentistas y de libertad de Hispanoamérica. Suplantó progresivamente al Barroco, dejando espacio al Romanticismo (mediados del siglo XVIII hasta inicios del siglo XIX). Principales representantes: Pedro Peralta y Barnuevo, Pablo de Olavide, Alonso Carrió de la Vandera, José Joaquín de Olmedo (este último ya en pleno periodo de la Emancipación).

### Representantes

#### Clasicismo

##### Amarilis
Amarilis, fue una poeta peruana, cuyo verdadero nombre se desconoce y que compuso la Epístola a Belardo dirigida a Lope de Vega y publicada por éste en su Filomena, en 1621. Dicha Epístola está compuesta en silvas con un total de 335 versos, a través de los cuales, la autora declara a Lope de Vega su amor platónico, así como da información autobiográfica, en la cual afirma pertenecer a una familia de conquistadores españoles que participaron en la fundación de la ciudad de Huánuco (en la sierra central del Perú) y que residía en Lima, tras haberse consagrado a Dios vistiendo el hábito monjil. Es un poema fluido, armonioso, delicado, tal vez es el más vivo ejemplo de la lírica peruana de principios del siglo XVII. Desde el primer momento, los críticos reconocieron la calidad excepcional de la composición y se preguntaron quién podría ser la anónima poeta que usaba el seudónimo pastoril de Amarilis. Se ha desgranado una serie de hipótesis al respecto, pero todas endebles (una de ellas la identifica con María de Rojas y Garay). De todos modos, existe una posición mayoritaria de que, efectivamente, se trataba de una mujer criolla nacida en el Virreinato del Perú, rechazándose la tesis de que fuese una superchería elaborada por el mismo Lope de Vega.

##### Clarinda
Clarinda es el seudónimo de la autora del Discurso en loor de poesía, poema en tercetos, que apareció como prólogo del Parnaso Antártico (1608) de Diego Mexía de Fernangil. Este autor la presentó como una “dama principal de este reino” del Perú, y que, aparentemente, por su condición de monja recluida en un convento, no quiso que su nombre se divulgara. Se ha sostenido que posiblemente fuera Sor Leonor de la Trinidad, nacida en Chuquisaca y que llegó a ser monja abadesa del Convento de las Descalzas de la Concepción de Lima.

##### Diego de Hojeda
Diego de Hojeda (¿1570?-1615), natural de Sevilla, vino al Perú a los 15 años de edad para labrar fortuna. El terremoto de 1586 hizo variar sus planes. Ingresó al Convento de los dominicos y actuó al lado del arzobispo Toribio de Mogrovejo contra la relajación de costumbres. Se ordenó de sacerdote en 1600. Ocupó los altos cargos de Prior del Convento de Santo Domingo del Cuzco y del Convento del Rosario de Lima. En 1612 fue relevado de sus cargos en la orden a causa de desavenencias con sus superiores; primero fue confinado como simple monje en el convento de Cuzco, y luego en el de Huánuco de los Caballeros, donde falleció poco después. En 1617 fue reconocida su inocencia, siendo rehabilitado públicamente. Su obra principal es La Cristiada, extenso poema épico escrito en doce cantos, cuyo tema es la pasión y muerte de Jesucristo. Está compuesta “en verso heroico” y “en estilo grave, en erudición profunda y en devoción suave”. Su primera edición es de 1611, impresa en Sevilla. Desde el primer momento recibió elogios, entre ellos, los de Lope de Vega. Es uno de los mayores ejemplares de la poesía épica de habla castellana.

##### Diego Mexía de Fernangil
Diego Mexía de Fernangil (¿1565?-1634), poeta nacido en España pero que desarrolló su obra literaria en el Virreinato peruano. Es autor de la primera parte del Parnaso Antártico (1608); allí es donde se inserta el anónimo Discurso en loor de la poesía (firmado con el seudónimo de Clarinda). La segunda parte no llegó a publicarse y permaneció inédita hasta el siglo XX. Es también reconocido como excelente traductor de las Heroidas del poeta latino Ovidio, obra compuesta por 21 cartas de amor ficticias, dirigidas por heroínas mitológicas a sus amantes.

#### Barroquismo

##### Juan de Espinoza Medrano

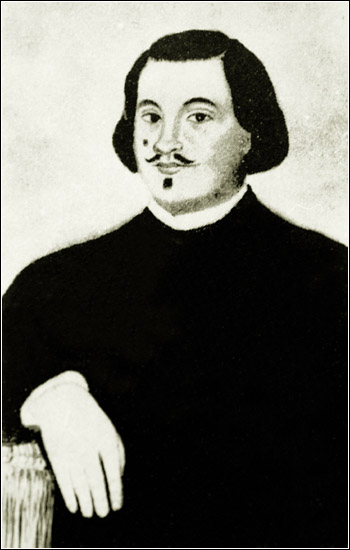
Juan de Espinoza Medrano, el Lunarejo

Juan de Espinoza Medrano (1630-1688), escritor de raza nativa, natural del pueblo de Calcauso (en la actual provincia de Aymaraes, del departamento de Apurímac). Apodado "El Lunarejo". Desde temprana edad evidenció su talento en el campo de las letras. Merced a una beca creada por el obispo Antonio de la Raya, estudió en el Seminario de San Antonio de Abad en el Cuzco, y prontamente fue doctor en Teología y catedrático de dicha asignatura en el mismo Seminario. Destacó en la oratoria sagrada, desde su púlpito en la parroquia de San Cristóbal. La multitud se agolpaba para escucharle. Mereció el apodo de “Doctor Sublime”. En 1682 fue hecho canónigo a pesar de la enconada oposición de sus adversarios. Finalmente, luego de haber sido Tesorero y Chantre de la Catedral del Cuzco, falleció en medio del sentimiento general de su pueblo. En lo que a literatura se refiere, se convirtió en el más alto exponente del culteranismo o gongorismo en el Perú y América.
Escribió una Apologética en favor de don Luis de Góngora y Argote (1662), apasionada defensa del gran poeta cordobés contra los ataques del crítico portugués Manuel de Faría y Sousa, pero también un extraordinario ejercicio de análisis de los versos gongorinos. La calidad de la prosa de esta obra es tal, que Marcelino Menéndez Pelayo, que nunca entendió las excelencias del gongorismo, no tuvo sin embargo reparos en calificarla de «perla caída en el muladar del culteranismo». De manera póstuma, los discípulos de El Lunarejo editaron una selección de 30 sermones del maestro, bajo el título de La novena maravilla. También es autor de las obras teatrales: El rapto de Proserpina, El amar su propia muerte, El hijo pródigo.

##### Juan del Valle y Caviedes

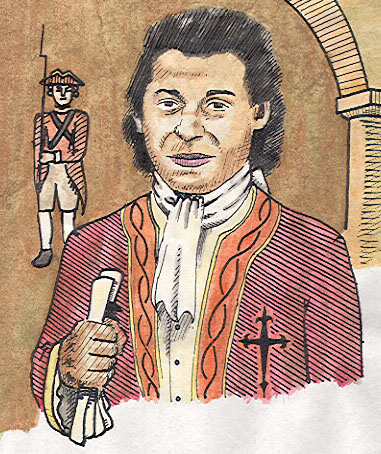
Juan del Valle y Caviedes

Juan del Valle y Caviedes (1652 o 1654-después de 1696), conocido como «El poeta de la Ribera» fue un poeta satírico y elegíaco nacido en España, pero que vivió casi toda su vida en el Perú. Quiso hacer fortuna en la actividad minera, pero su vida desordenada lo llevó pronto a la ruina. Pobre, enfermo y viudo, alquiló uno de los Cajones de la Ribera, tenduchos bajo el Palacio Virreinal, donde a la par de manejar un negocio modesto, se dedicó a componer sátiras y poesías festivas. El público le rodeaba para oír sus festivos ataques a los médicos y a otros tipos populares de la ciudad, y lo apodaron el Poeta de la Ribera. Su fama llegó hasta México, donde la célebre Sor Juana Inés de la Cruz le escribió una carta, que Caviedes respondió atentamente. Compuso también sonetos delicados, poesías de lamento y arrepentimiento cristiano, romances religiosos, amorosos y costumbristas.
Tuvo el deseo de publicar una selección de sus poesías bajo el título de Diente del Parnaso, pero no lo concretó. Sus manuscritos fueron adquiridos por el doctor José Manuel Valdés y, al morir éste, pasaron al coronel Manuel de Odriozola, quien los publicó en su Colección de documentos literarios del Perú (tomo quinto, 1873). Una edición más depurada realizó Ricardo Palma en su Flor de academias y diente del parnaso (1899). Posteriormente se fue engrosando el corpus poético de Caviedes, merced a las investigaciones de Luis Alberto Sánchez, el padre Rubén Vargas Ugarte y Augusto Tamayo Vargas, entre otros. Caviedes destaca por el manejo del verso clásico con el que construye su poesía festiva y satírica, a través de la cual hace una dura crítica del medio social dentro de una exposición realista y descarnada. También cultivó la poesía mística, de arrepentimiento y de desdén a la muerte.

#### Afrancesamiento y Neoclasicismo

##### Academismo y afrancesamiento

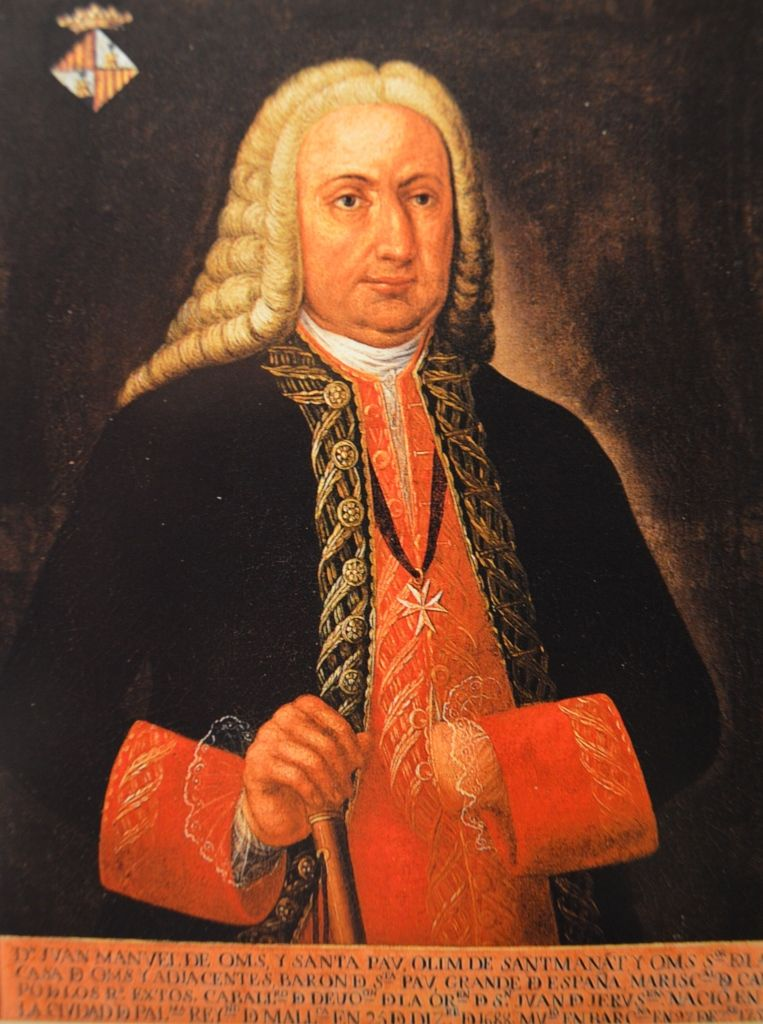
El virrey Manuel de Oms y de Santa Pau, marqués de Castell dos Rius, fundador de la Academia de Palacio (1707-1710).

En la segunda mitad del siglo XVII, la literatura en Europa, bajo influjo de las letras francesas, tendió a volver a los moldes clásicos. Sin embargo, en las colonias españolas siguió preponderando el conceptismo y el culteranismo (Barroquismo). Las normas neoclásicas tardaron en llegar a la América española. Pero ya a comienzos del siglo XVIII, coincidiendo con la instauración de la dinastía borbónica en España, los escritores empiezan a alinearse dentro de las Academias surgidas a imitación de las de Francia. Surge la Academia de Palacio fundada por el virrey marqués de Castell dos Rius (1707-1710), donde al lado de los cultores del barroquismo se suman los que estaban ya bajo el influjo francés. Destacan entre los académicos de Palacio los siguientes autores:
- Luis Antonio de Oviedo y Herrera, conde de la Granja (1636-1717), poeta y autor teatral, autor de los libros poemáticos: La vida de Santa Rosa (1711) y Poema sacro de la pasión (1717).
- José Bermúdez de la Torre y Solier (1661-1746) poeta, autor del poema Telémaco en la isla de Calipso; fue además jurisconsulto, así como rector de la Universidad de San Marcos de Lima.
- Pedro Peralta y Barnuevo (1663-1743) poeta, erudito y científico limeño; por la importancia que alcanzó merece una sección aparte.

##### Pedro Peralta y Barnuevo

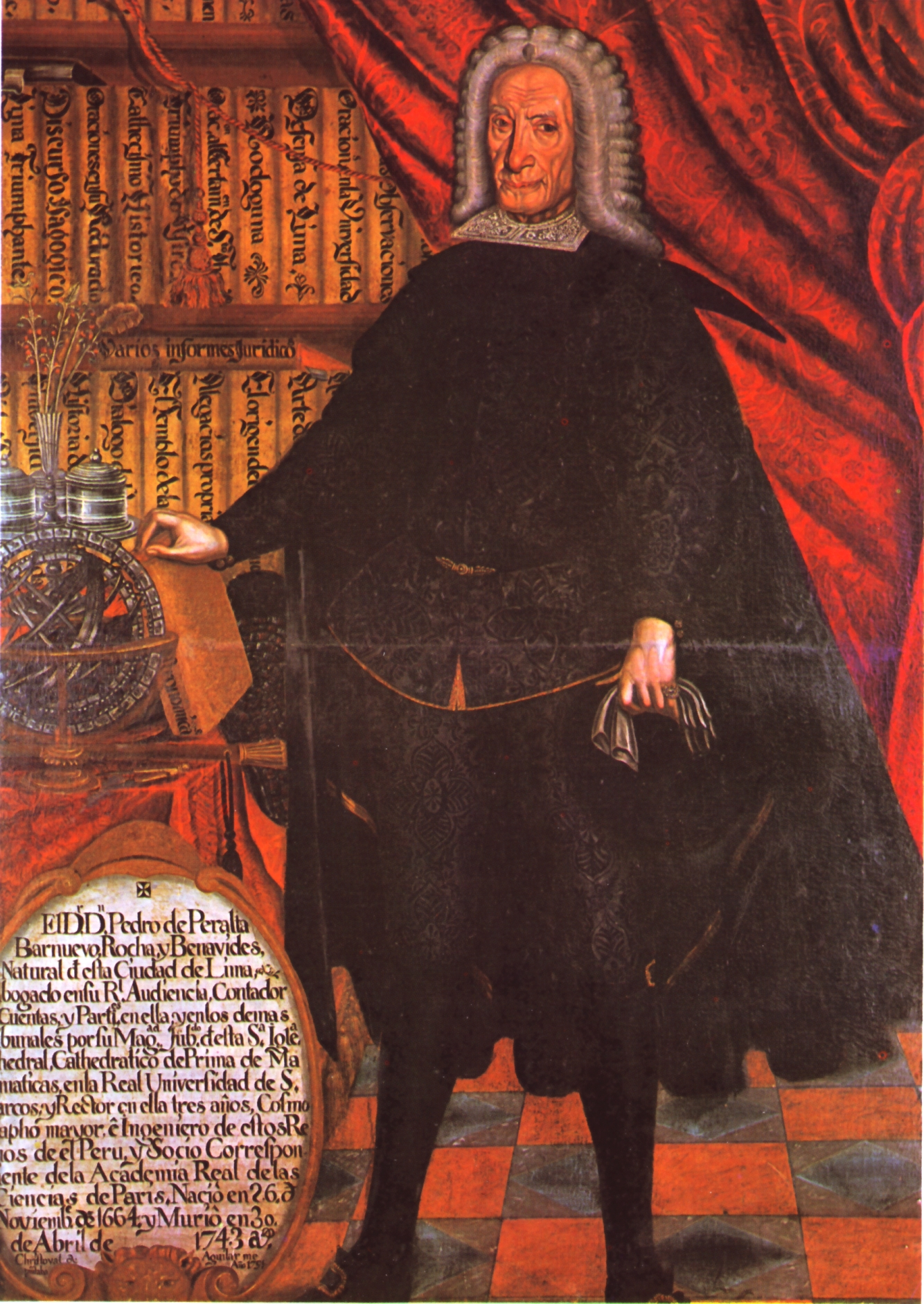
Pedro Peralta y Barnuevo, escritor peruano, nacido en Lima.

Sin duda, el literato más destacado de la primera mitad del siglo XVIII fue el limeño Pedro Peralta y Barnuevo, hijo de padre español y de madre peruana. Fue uno de los más completos polígrafos de su tiempo y la fama de su sapiencia cruzó las fronteras del imperio español. Se graduó de abogado, profesión que alternó con las labores de ingeniería, matemáticas y astronomía. Fue Cosmógrafo Mayor del Reino e Ingeniero Mayor. Trazó un plan de defensas del Callao. Dictó la cátedra de Prima de Matemáticas en la Universidad de San Marcos, de la que también fue rector. Sabía además 8 idiomas, en todas las cuales escribía con perfección y elegancia. Por su portentosa erudición recibió el apelativo de Doctor Océano. Tuvo un entredicho con la Inquisición a raíz de la publicación de uno de sus libros de carácter místico.
Dejó una obra literaria muy vasta. Tamayo Vargas la divide en cinco grupos: 
1. Poesías cortesanas, elogios en recepciones, exequias y solemnidades.
2. Obras dramáticas, a imitación de los autores neoclásicos franceses.
3. La Historia de la España Vindicada, obra histórica que solo alcanzó hasta el periodo visigótico.
4. Lima Fundada, poema épico;
5. Las Diez Oraciones, que componen la llamada Pasión y Triunfo de Cristo, de carácter místico.

Destacó en su tiempo Lima Fundada, poema épico de gran aliento, en diez cantos, 1183 octavas reales y un total de 9464 versos endecasílabos. Su primera edición es de 1732. La segunda fue hecha por Manuel de Odriozola en su Colección de documentos literarios del Perú (1863). Narra la llegada de los conquistadores, el sometimiento de los indios, la división de los españoles en pizarristas y almagristas, y el desfile de una diversidad de personajes coloniales: santos, héroes, prelados, poetas y aventureros.
Sin embargo, son sus obras teatrales las que han despertado más el interés de la crítica moderna. En especial, destaca una adaptación más que traducción de la comedia La Rodoguna de Corneille.

##### Los “expatriados”: Olavide, Llano Zapata y Viscardo
Ya en la segunda mitad del siglo XVIII destacan tres notables escritores nacidos en el Perú pero que desarrollaron su carrera en Europa: 

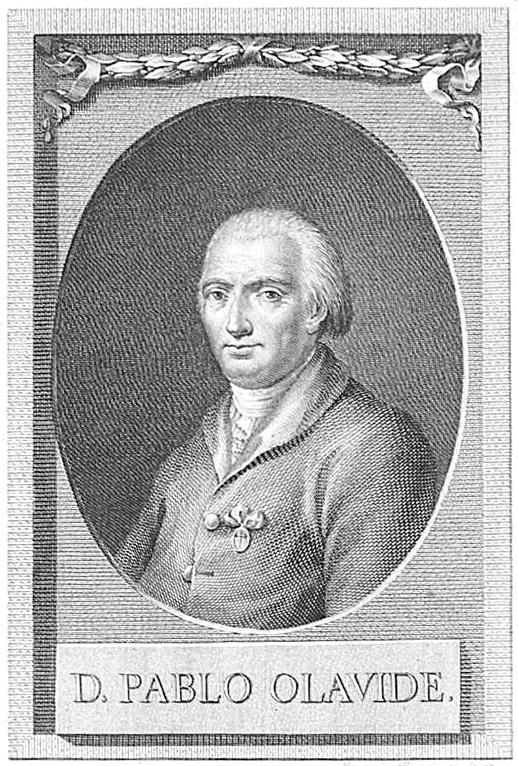
Pablo de Olavide

- Pablo de Olavide (1725-1803), escritor, traductor, jurista y político, natural de Lima. Es la figura más conspicua del afrancesamiento literario y costumbrista. Estudió en la Universidad de San Marcos donde se graduó en Teología y Derecho (1742). Fue asesor del Tribunal del Consulado, asesor del Cabildo y accesitario de la Real Audiencia de Lima. En el ejercicio de sus funciones, auxilió a los damnificados del horrendo terremoto de Lima de 1746, pero acusado de apropiación de diversos bienes, viajó a España para defenderse. Llegó a sufrir prisión en 1754, pero fue liberado al año siguiente. Contrajo matrimonio con Isabel de los Ríos, una acaudalada viuda que le ayudó a rehacer su fortuna. Viajó por Italia y Francia, periplo que le sirvió para relacionarse con los prohombres de la Ilustración, entre ellos Voltaire y Diderot, cimentando así su formación intelectual. Se estableció en Madrid (1765), donde equipó una magnífica biblioteca; su casa se convirtió pronto en un centro de actividad intelectual. Profesaba entonces las ideas liberales e incluso fue francmasón. Se volcó a hacer obras sociales, pero atrajo sobre sí la envidia y fue acusado de herejía ante el Tribunal de la Inquisición (1778). Sometido a proceso, recibió una fuerte condena, siendo recluido en el convento capuchino de Caldas. Las protestas de los intelectuales europeos y las súplicas de su familia hicieron que se le permitiera ir a tomar baños termales en Gijón, lo que aprovechó para huir a Francia, pasando después a Suiza. Finalmente, se retractó públicamente de sus ideas, lo que le valió el perdón, pudiendo entonces retornar a Madrid. Fue precisamente en sus últimos años de reconciliación con el clericalismo cuando publicó El Evangelio en triunfo, “historia de una filósofo desengañado” (1797); Poemas cristianos; y Salterio español (1799), paráfrasis de los salmos de David. Ya en el siglo XX fueron exhumadas las obras de su periodo afrancesado, de género dramático y narrativo, siendo este último el que ha concitado el interés de la crítica moderna, pues se tratan de novelas cortas, que harían a Olavide precursor de dicho género literario.
- José Eusebio de Llano Zapata (1721-1780) erudito nacido en Lima. Investigador de la ciencia, la historia, la geografía y la literatura americana. Se ha dicho también que fue un precursor de la arqueología peruana. Aunque estudió en el colegio franciscano de San Buenaventura y recibió lecciones de maestros particulares, se le puede considerar un verdadero autodidacta. Viajó a España, pasando por Chile, Buenos Aires y Río de Janeiro, estableciéndose en Cádiz (1756), ciudad donde vivió hasta su muerte, y que solo abandonó intermitentemente para visitar Sevilla, Lisboa, Londres y Madrid, ciudades donde le gustaba trabar contacto con los viajeros provenientes de América, sobre todo los ligados a las ciencias naturales y la arqueología. Su obra principal es Memorias Histórico-físicas-apologéticas de la América Meridional, editada por Ricardo Palma en 1904.
- Juan Pablo Viscardo y Guzmán (1748-1798) jesuita y escritor criollo, nacido en Pampacolca, Arequipa. Se contó entre los expulsados jesuitas de 1767 y pasó desterrado a Europa. Es autor de la célebre Carta a los españoles americanos (publicada de manera póstuma en 1799), donde insta a los hispanoamericanos a independizarse de la Corona española, exponiendo una serie de argumentos que justificaban tal decisión. La lectura de este documento fue crucial para el desarrollo del sentimiento independentista de los hispanoamericanos, por lo que Viscardo es considerado precursor de la Independencia.

##### Escritores viajeros: Terralla yConcolorcorvo
Son dos escritores nacidos en España, que recorren el territorio hispanoamericano y acaban por afincarse en el Perú, componiendo obras precursoras del costumbrismo.
- Esteban Terralla y Landa (?-1792). Nacido en Cádiz, pasó a México y luego al Perú, atraído por la actividad minera, y finalmente se estableció en Lima bajo el amparo del virrey Teodoro de la Croix. Se consagró entonces a la actividad literaria, destacando los rasgos costumbristas y los alardes retóricos de sus composiciones. Su obra más notable es un conjunto de romances satíricos que reunió bajo el título de Lima por dentro y fuera, publicado póstumamente en Madrid, bajó el seudónimo de Simón Ayanque (1797). Esta obra es una sátira reveladora de la vida de los limeños de fines del siglo XVIII.
- Alonso Carrió de la Vandera, que también utilizó el seudónimo de Concolorcorvo, un visitador de correos, natural de Gijón, autor de un ameno y pintoresco libro titulado El lazarillo de ciegos caminantes desde Buenos Aires hasta Lima con sus itinerarios, según la natural observación, con algunas noticias útiles a los nuevos comerciantes que tratan en mulas, libro que durante bastante tiempo fue erróneamente atribuido a Calixto Bustamante Carlos Inca. Impreso aparentemente en Gijón en 1773, salió a luz en Lima en 1777, siendo denunciado como un libelo peligroso.

##### El teatro
En el campo teatral destaca nítidamente Fray Francisco del Castillo Andraca y Tamayo (¿1714?-1770), conocido como "El ciego de La Merced", religioso mercedario, dramaturgo y poeta, nacido probablemente en Piura. Tuvo fama de improvisador y repentista. Entre sus obras destacan: la comedia La conquista del Perú, una de las primeras en ofrecer una perspectiva crítica de dicho episodio; la comedia Todo el ingenio lo allana; el drama Mitridates, rey del Ponto; y el entremés Del justicia y litigantes.
A fines del siglo XVIII y coincidiendo con el fin del periodo del virrey Manuel Amat y Juniet, se representó en las gradas de la catedral de Lima un drama, el Drama de los palanganas: veterano y bisoño, que es una crítica despiadada contra el gobierno y la persona de este virrey, en particular sus amoríos con La Perricholi. El estreno de esta obra se debió dar en la noche del 26 de julio de 1776. El texto ha sido rescatado por el crítico literario Luis Alberto Sánchez.